# 穂見諏訪十五所神社
穂見諏訪十五所神社（ほみすわじゅうごしょじんじゃ）は、山梨県北杜市長坂町上条宮久保1461にある神社。旧郷社。本殿、筒粥神事、境内の大ケヤキが市指定文化財となっている。甲斐国志には神社の資産について「御朱印社領四石七斗余社地山林七万六千八百三十坪神主屋敷二千二百七十一坪除地下々田三段二畝廿四歩」との記述がある。

## 祭神
度重なる合祀により多くの神を祀るが、なかでも重要な三柱は次の神があるとみられる。
- 保食神
- 建御名方命
- 天地人五行神

## 歴史

### 三明神合祀
穂見諏訪十五所神社は複数の神社が統合し、多くの神を祀る。創建は一説によれば貞観6年（864年）と考えられ、延喜13年（913年）完成の延喜式には「甲斐の国に穂見神社あり」と記される式内社と比定される。
文永11年（1274年）に神宮司が併設され、僧竜僧が常住した。真言秘密を行い、日蓮と法問答をしたと伝わる。神仏混淆の流れは6世紀半ばに日本に仏教が伝来して以来のものである。
建治元年（1275年）、穂見神社に、暦占いの五行説に基づいて十五所神社が勧請された。天文3年（1534年）に飢饉があり、疫病が流行した折に、武田信虎の命により筒粥神事が行われた。天文16年（1547年）に造営された神社社殿の棟札に「南無諏訪上下大明神」とあるので、諏訪大明神を勧請したのはその頃であると考えられる。延宝2年（1674年）鳥居建立の折に、三明神列記の石額となり、2021年現在に至るまで社号はないという。

### 社格変遷
大正14年（1925年）3月13日、産土神としての村社から郷社への昇格運動が興り、昭和20年（1945年）に内務大臣の認可を受けたが、その後GHQの占領政策によって神社仏閣の社格は改称されたため、建立した石碑からも「郷社」の二文字は抹消されて昇格は幻となった。平成13年（2001年）には神社庁の運営の都合により、三級社の認定を受けた。氏子総代は「神社名に祭神が羅列され、主体が不明である」と指摘されている。氏子戸数は、450戸。

## 境内

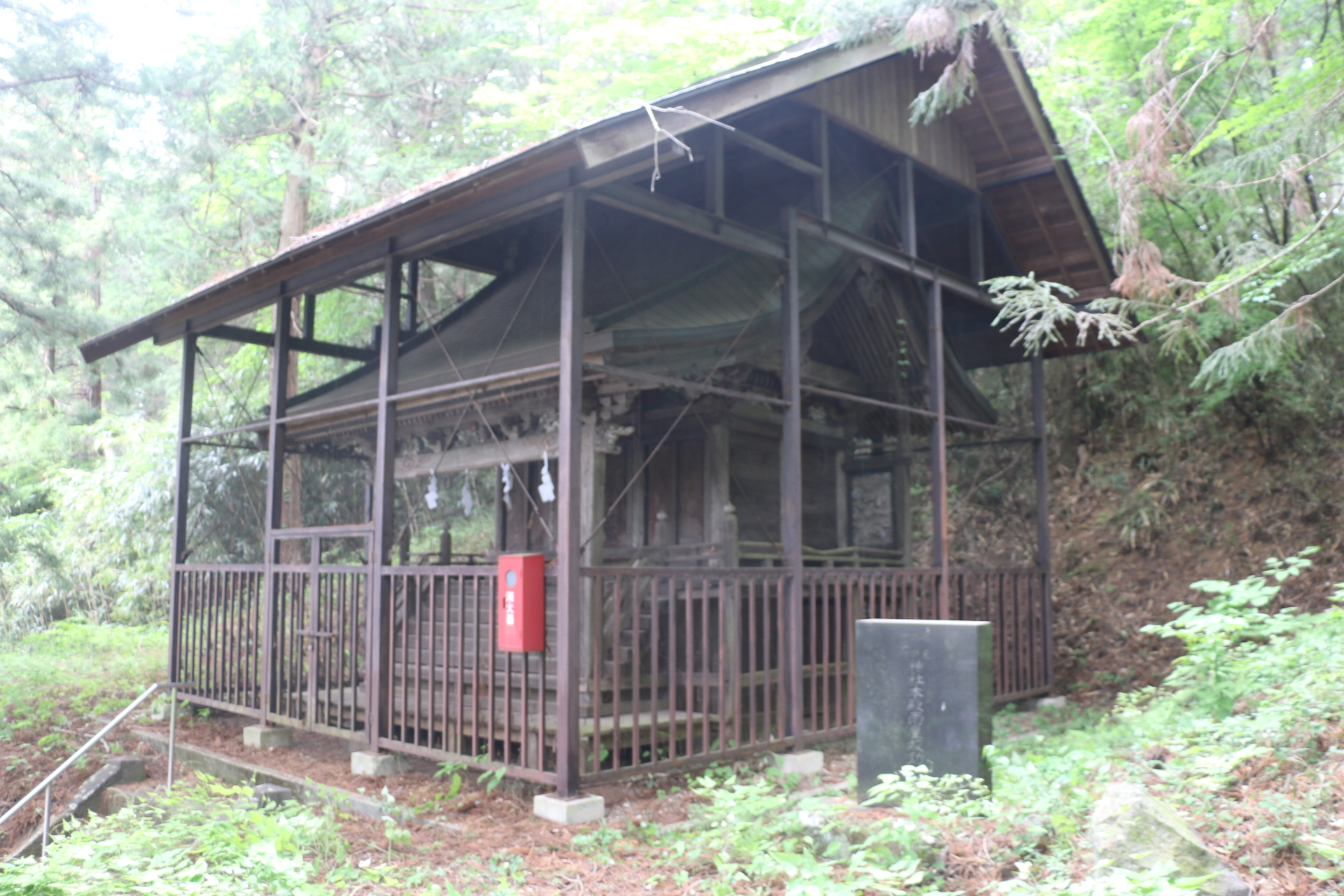
本殿（市指定文化財）

境内地の面積は848坪で、町道から太鼓橋を渡ると市の天然記念物に指定される大ケヤキに代表される鎮守の森や境内社の秋葉神社、農業用水として活用されてきたため池に囲まれた拝殿が目の前にある。その裏手の山に、江戸中期の再興と考えられている本殿がある。

## 祭事

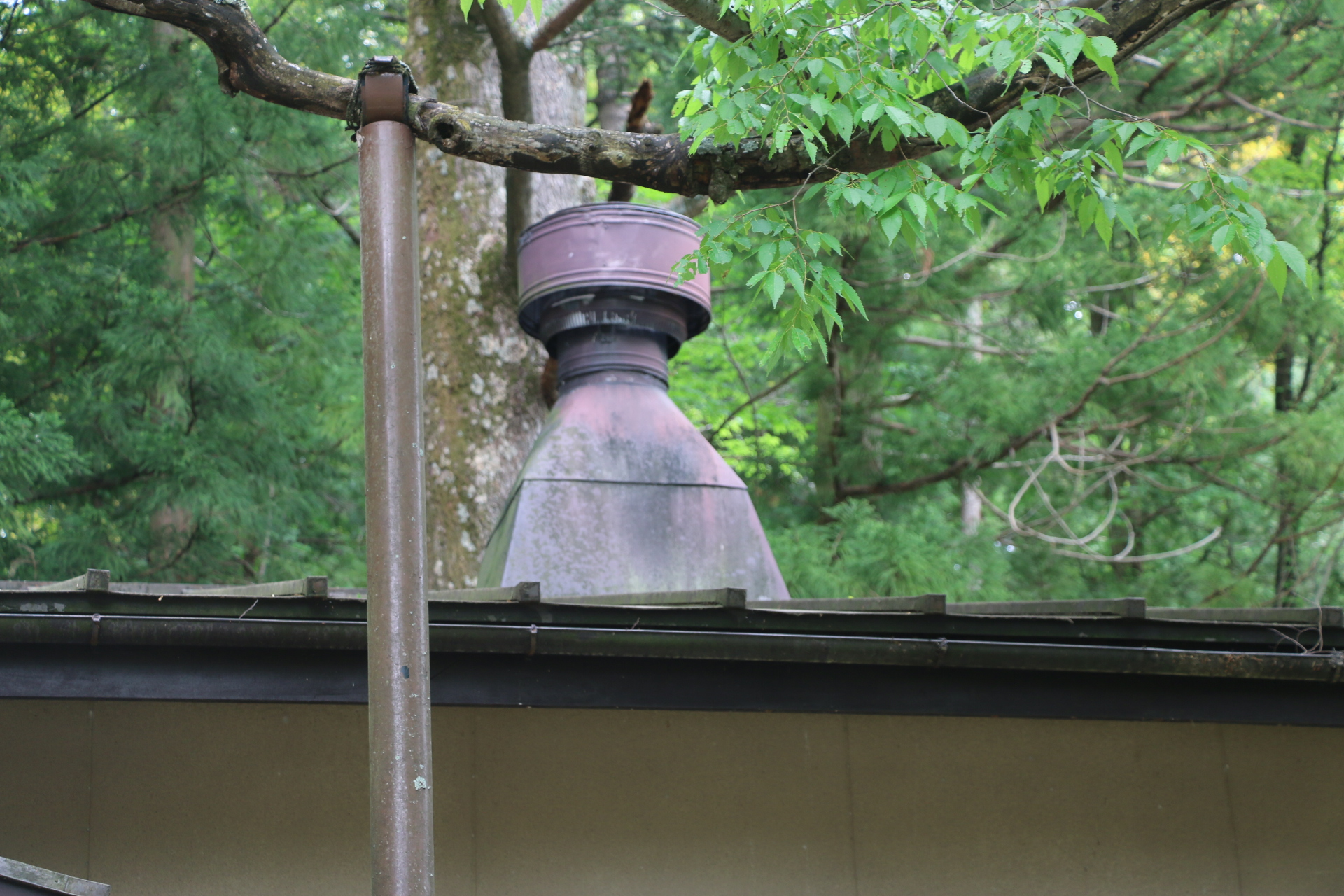
筒粥神事で使われる窯の煙突

### 筒粥神事
天文年間武田信虎により、富士の浅間神社、御嶽の金桜神社、巨摩の穂見諏訪十五所神社に五穀豊凶成否の神占をなさしめたのがはじまりとされる。各地に残る小正月の行事のひとつで、本社においては毎年1月14-15日にかけて行われる。
月並(12項目)、物価(12項目)、田方(9項目)、畑方(21項目)、商業、工業、サービス業(6項目)、災害(9項目)など69項目について、長さを揃えた葦を粥で煮詰め、中に入り込んだ米粒の数で吉凶を占う。占いの結果は、一般参拝者に向けて公開される。
占具の筒となる葦は、かつては神社の御手洗池にある葦を採取して用いた。長さを20センチメートルに揃えた太さ1.2センチメートルの葦を、すだれに編んで、釜に入れる。玄米5合に水3升で炊き、数時間をかけて水2升を追加しながら粥にする。
筒切り係、米粒の数え係、記録係に分かれて呼称して記録する。

### その他の年中行事
主な祭事は次の通り。
- 正月（1月1日）

## 文化財

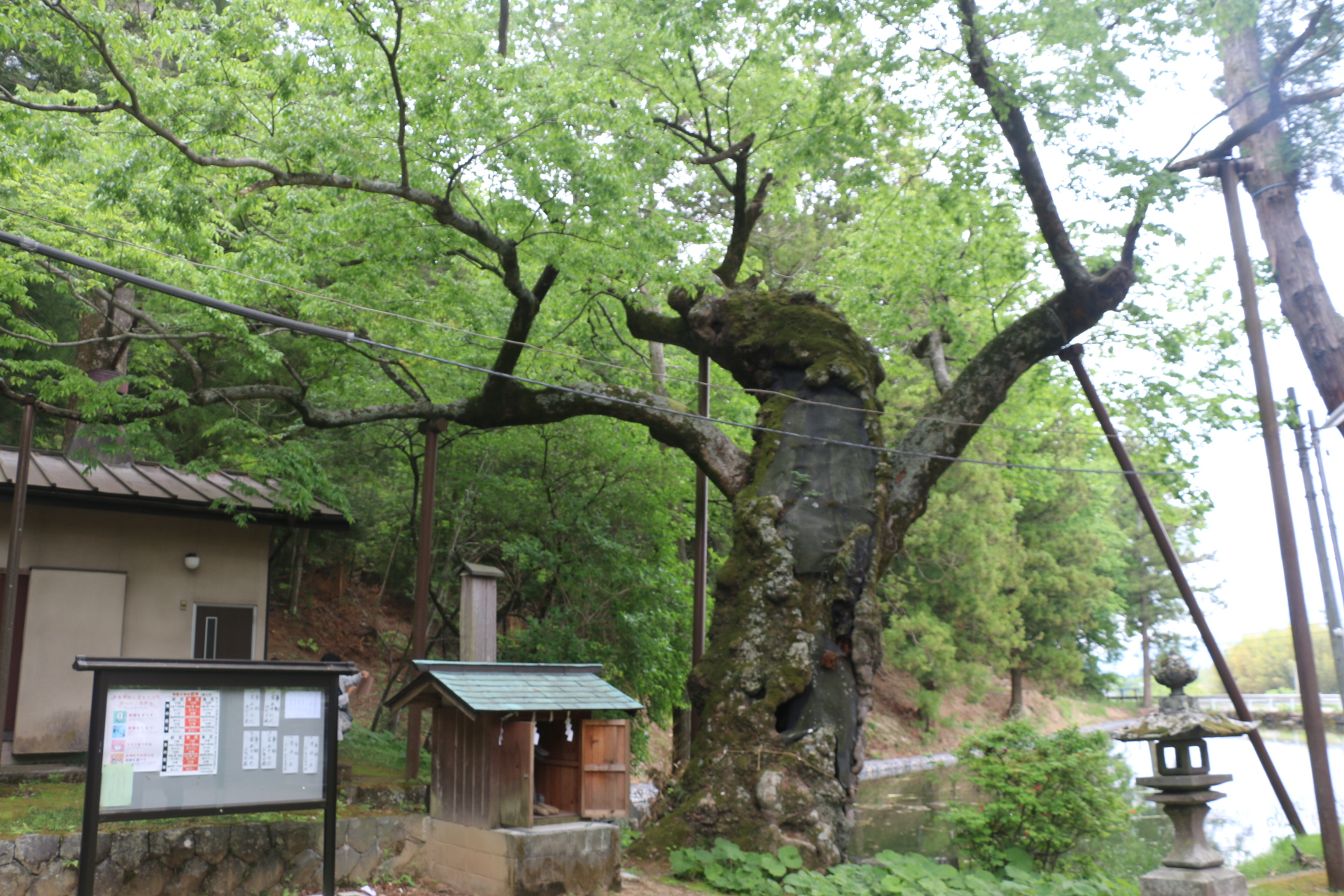
市指定文化財の大ケヤキ（天然記念物）

市指定文化財として、次の3点がある。
- 建造物
  - 穂見諏訪十五所神社本殿
1976年（昭和51年）2月10日に旧長坂町の指定文化財に建築物として指定された。建物の様式、手法、彫刻意匠の特徴から、江戸時代中期の再興と推定され、長坂町では現存する最古の建築物として貴重なものである[8]。

- 市指定有形文化財 天然記念物
  - 穂見諏訪十五所神社の大ケヤキ
1970年（昭和45年）10月1日に旧長坂町の指定文化財に指定されたニレ科ケヤキ属の古木。神殿前庭東側に位置する男ケヤキで、樹齢は700年を超えるとみられ、もとは神楽殿の南池畔に存在した女ケヤキとあわせて一対をなした夫婦ケヤキであったが、女ケヤキは樹勢の衰えにより枯死した。幹周囲2.5メートルを超える巨木であり、「縁結びのケヤキ」「いぼ取りのケヤキ」として崇敬される。2本が健在であった1941年（昭和16年）3月14日には県の史跡名勝天然記念物の指定を受けていた[9]。

- 無形民俗
  - 穂見諏訪十五所神社の筒粥の行事
1970年（昭和45年）10月1日に旧長坂町の指定文化財に指定された。小正月の行事の一種で、穂見神社では1月14日の夕刻から翌15日の早朝にかけて施行される[10]。

## 現地情報
所在地
- 山梨県北杜市長坂町上条

交通アクセス
- 鉄道
  - JR長坂駅より徒歩10分
- 車
  - 中央自動車道長坂ICより5分